# Nižný Slavkov
Nižný Slavkov jest selo u Okrugu Sabinov u Slovačkoj. Godine 2023. imalo je  880 stanovnika i površinu 23,14 km2.

## Stanovništvo
| Godina:     | 1993. | 2003.   | 2013.   | 2023.   |
| ----------- | ----- | ------- | ------- | ------- |
| Broj ljudi: | 793   | 800     | 817     | 880     |
| Razlika:    |       | +0,88 % | +2,12 % | +7,71 % |

| Godina:     | 2022. | 2023.   |
| ----------- | ----- | ------- |
| Broj ljudi: | 870   | 880     |
| Razlika:    |       | +1,14 % |